# François-Xavier Demaison
François-Xavier Demaison, também conhecido como FX Demaison, é um engenheiro francês que atualmente ocupa o cargo de diretor técnico da Hyundai Motorsport. Anteriormente, ele trabalhou como diretor técnico da equipe de Fórmula 1 da Williams até dezembro de 2022.

## Carreira
Demaison começou sua carreira no automobilismo trabalhando para a Peugeot Sport como engenheiro-chefe de Rali antes de se mudar para a Subaru World Rally Team em março de 2006, em uma posição idêntica. Em 2008 ele se juntou à Citroën Junior Team como engenheiro sênior por duas temporadas antes de se tornar diretor técnico da Petter Solberg World Rally Team em 2010.
Demaison mudou-se para a Volkswagen Motorsport em 2011 como gerente de projetos WRC e, em 2016, tornou-se diretor técnico com responsabilidade geral por todos os projetos de automobilismo da marca. Enquanto estava na Volkswagen Motorsport, Demaison foi fundamental na criação do dominante Volkswagen Polo R WRC, que ganhou todos os três títulos no Campeonato Mundial de Rali quatro vezes consecutivas de 2013 a 2016. Ele também ajudou a criar o inovador Volkswagen I.D. R, um crro de corrida elétrico que alcançou múltiplos recordes em Pico Pikes e Nürburgring.
Em março de 2021, Demaison se reuniu novamente com seu antigo chefe Jost Capito na equipe de Fórmula 1 da Williams, tornando-se diretor técnico. Em sua função, ele é responsável pelo desenho e desenvolvimento do carro, bem como pela engenharia de pista. Em dezembro de 2022, ele deixou a Williams Racing, junto com Capito.
Em maio de 2023, ele foi nomeado diretor técnico da Hyundai Motorsport. Na sua função, Demaison gerencia os departamentos de veículos e motorização das atividades de automobilismo da marca. Ele também desempenha um papel na determinação dos futuros programas de automobilismo da Hyundai, ao lado do chefe de equipe, Cyril Abiteboul, e do presidente da Hyundai Motorsport, Sean Kim.